# Thomas Judge
Thomas Lee Judge (né le 12 octobre 1934 à Helena (États-Unis) et décédé le 8 septembre 2006 à Chandler (Arizona)), était un homme politique américain. Membre du Parti démocrate.
Il fut membre de la Chambre des représentants du Montana de 1961 à 1967 et Sénateur du Montana de 1967 à 1969. 
En 1972, il est élu Gouverneur du Montana, son premier mandat a lieu de 1973 à 1976, il est réélu en 1976 pour second mandat jusqu'en 1981.